# Kiefer Sutherland
Kiefer William Frederick Dempsey George Rufus Sutherland (n. 21 decembrie 1966, Greater London, Anglia, Regatul Unit) este un regizor, producător și actor britanic.

## Biografie
Kiefer Sutherland s-a născut în data de 21 decembrie 1966, în Paddington, Londra, Regatul Unit, părinții săi fiind Shirley Douglas și Donald Sutherland. Are o soră geamănă, Rachel și trei frați vitregi, Roeg, Rousif și Angus Redford.
A fost căsătorit cu Kelly Winn (28 iunie 1996- mai 2004), cu căsătorit cu Camelia Kath (1988- februarie 1990) și logodit cu Julia Roberts (s-au întâlnit în 1990, urmând să se căsătorească în data de 14 iunie 1991, nunta fiind anulată).
Kiefer Sutherland are o fiică, Sarah Jude Sutherland (n. 18 februarie 1988), cu Camelia Kath.
Poate cel mai bun element definitoriu pentru cariera lui Kiefer Sutherland este adaptabilitatea la cele mai diferite roluri. De la interpretarea unor roluri secundare, până la cele principale, Sutherland a dovedit că are mult talent. Rolurile sale, puternic psihologice, sunt din cele mai diferite, de la studentul la medicină din Flatliners, la șeriful din Picking Up the Pieces. Kiefer s-a implicat și în televiziune, el caștigând un Glob de Aur pentru cel mai bun actor într-un serial de dramă în anul 2001.
“Dacă nu aș fi fost bun ca actor, acum aș fi întins cabluri de telefon în Ontario”.

## Cariera
Primul film în care a apărut a fost "Max Dugan Returns" (1983), unde a jucat alături de tatăl său. În septembrie 2007 este arestat sub suspiciunea de conducere sub influența alcoolului, primind, câteva ore mai târziu, după ce a fost eliberat din închisoare pe cauțiune (care l-a costat 25.000$), un premiu pentru excelență din partea Sindicatului Artiștilor Canadieni (Alliance of Canadian Cinema, Television and Radio Artists - ACTRA).
Serialul "24" i-a adus un Glob de Aur în anul 2001 pentru cel mai bun actor într-o dramă de televiziune. Iar în anul 2006 același serial câștigă un premiu Emmy pentru cel mai bun serial - dramă.
Cei care îl cunosc, spun despre Kiefer că, atunci când se îndrăgostește sau când are o zi proastă, devine un băutor înfocat de licori tari. Din gentleman, Kiefer devine un bețiv notoriu și își pierde controlul.
Așa s-a întâmplat într-un club de noapte din Noua Zeelandă, unde actorul, beat criță, s-a dezbrăcat, a făcut striptease pe scenă, pe ritmurile cunoscutei piese "You Can Leave Your Hat On". A băut până dimineață, rămânând cu pantalonii în vine. În 1996, deși proaspăt căsătorit, Sutherland a fost fotografiat în timp ce părăsea un bordel din Sydney.
Actorul a executat o pedeapsă cu închisoarea de 48 de zile (din decembrie 2007 până în ianuarie 2008) pentru conducere sub influența alcoolului și încălcarea termenilor unei eliberări condiționate. Sutherland nu și-a inclus familia și nici prietenii pe lista de vizitatori întâlnindu-se doar cu avocatul și doctorul pe perioada detenției. El și-a petrecut ziua de naștere, Crăciunul și Revelionul în închisoare.
Actorul a filmat în mai 2007 în România. Filmul  Mirrors este un thriller scris și regizat de Alexandre Aja.

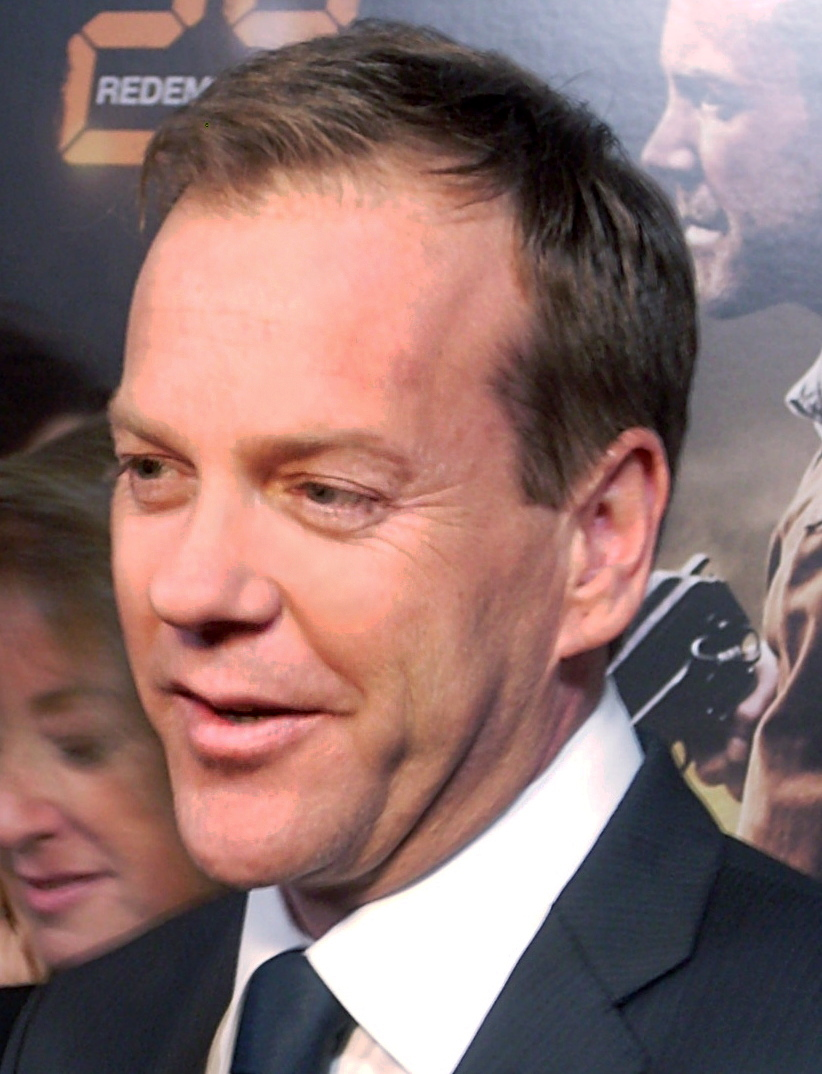
Kiefer Sutherland în 2008

## Premii
- Premiul Emmy (2006) - Cel mai bun serial de televiziune - categoria dramă - cel mai bun actor
- Globul de aur (2002) - Cel mai bun actor într-o dramă
- Globul de aur (2007) - Cel mai bun serial de televiziune - categoria dramă - cel mai bun actor, nominalizat
- Globul de aur (2004) - Cea mai bună prestație masculină , nominalizat
- Globul de aur (2003) - Cea mai bună prestație actoricească - seriale scurte sau filme de televiziune, nominalizat

## Filmografie
| An      | Titlu                                   | Rol                             | Note                                                                              |
| ------- | --------------------------------------- | ------------------------------- | --------------------------------------------------------------------------------- |
| 1983    | Max Dugan Returns                       | Bill                            | A apărut cu tatăl său, Donald Sutherland                                          |
| 1984    | The Bay Boy                             | Donald Campbell                 |                                                                                   |
| 1985    | Amazing Stories                         | Static                          | Episodul: "The Mission"                                                           |
| 1986    | Brotherhood of Justice                  | Victor                          | film de televiziune                                                               |
| 1986    | Trapped in Silence                      | Kevin Richter                   | film TV                                                                           |
| 1986    | Stand by Me                             | Ace Merrill                     |                                                                                   |
| 1986    | At Close Range                          | Tim                             |                                                                                   |
| 1987    | Crazy Moon                              | Brooks                          |                                                                                   |
| 1987    | Promised Land                           | Danny                           |                                                                                   |
| 1987    | The Lost Boys                           | David                           |                                                                                   |
| 1987    | The Killing Time                        | The Stranger                    |                                                                                   |
| 1988    | Bright Lights, Big City                 | Tad Allagash                    |                                                                                   |
| 1988    | Young Guns                              | Josiah Gordon 'Doc' Scurlock    |                                                                                   |
| 1988    | 1969                                    | Scott Denny                     |                                                                                   |
| 1989    | Renegades                               | Buster McHenry                  |                                                                                   |
| 1990    | Young Guns II                           | Josiah Gordon 'Doc' Scurlock    |                                                                                   |
| 1990    | Flatliners                              | Nelson                          |                                                                                   |
| 1990    | Chicago Joe and the Showgirl            | Karl Hulten                     |                                                                                   |
| 1990    | The Nutcracker Prince                   | Hans/The Nutcracker Prince      | Voce                                                                              |
| 1990    | Flashback                               | John Buckner                    |                                                                                   |
| 1992    | Article 99                              | Dr. Peter Morgan                |                                                                                   |
| 1992    | Twin Peaks: Fire Walk with Me           | Sam Stanley                     |                                                                                   |
| 1992    | A Few Good Men                          | Jonathan James Kendrick         |                                                                                   |
| 1993    | Last Light                              | Denver Bayliss                  | film TV; și regizor                                                               |
| 1993    | The Three Musketeers                    | Athos                           |                                                                                   |
| 1993    | The Vanishing                           | Jeff Harriman                   |                                                                                   |
| 1994    | The Cowboy Way                          | Sonny Gilstrap                  |                                                                                   |
| 1996    | The Last Days of Frankie the Fly        | Joey                            |                                                                                   |
| 1996    | Eye for an Eye                          | Robert Doob                     |                                                                                   |
| 1996    | Freeway                                 | Bob Wolverton                   |                                                                                   |
| 1996    | A Time to Kill                          | Freddie Lee Cobb                | Appeared with his father, Donald Sutherland                                       |
| 1997    | Armitage III: Poly-Matrix               | Ross Sylibus (Voce)             |                                                                                   |
| 1997    | Truth or Consequences, N.M.             | Curtis Freley                   | Și regizor                                                                        |
| 1998    | Dark City                               | Dr. Daniel Schreber             |                                                                                   |
| 1998    | A Soldier's Sweetheart                  | Rat Kiley                       |                                                                                   |
| 1998    | Break Up                                | John Box                        |                                                                                   |
| 1998    | Ground Control                          | Jack Harris                     |                                                                                   |
| 1999    | After Alice                             | Detective Michael "Mick" Hayden |                                                                                   |
| 1999    | Watership Down                          | Hickory (Voce)                  | 3 Episoduls                                                                       |
| 2000    | Beat                                    | William S. Burroughs            |                                                                                   |
| 2000    | Woman Wanted                            | Wendell Goddard                 | Și regizor                                                                        |
| 2000    | Picking Up the Pieces                   | Bobo                            |                                                                                   |
| 2000    | The Right Temptation                    | Michael Farrow-Smith            |                                                                                   |
| 2001    | Cowboy Up                               | Hank Braxton                    |                                                                                   |
| 2001    | To End All Wars                         | Lt. Jim Reardon                 |                                                                                   |
| 2001–10 | 24                                      | Jack Bauer                      |                                                                                   |
| 2002    | Dead Heat                               | Phally                          |                                                                                   |
| 2002    | Desert Saints                           | Arthur Banks                    |                                                                                   |
| 2002    | Behind the Red Door                     | Roy                             |                                                                                   |
| 2003    | L.A. Confidential                       | Det. Jack Vincennes             | TV Pilot, filmed in 1999, included as extra on the L.A. Confidential DVD/Blu-ray. |
| 2003    | Phone Booth                             | The Caller                      | Theatrical release was delayed due to the Beltway sniper attacks in October 2002. |
| 2003    | The Land Before Time X                  | Bron (Littlefoot's father)      | Voce                                                                              |
| 2003    | Paradise Found                          | Paul Gauguin                    |                                                                                   |
| 2004    | Taking Lives                            | Hart                            |                                                                                   |
| 2004    | NASCAR 3D: The IMAX Experience          | Narrator                        | Voce                                                                              |
| 2005    | The Flight That Fought Back             | Narrator                        | film TV                                                                           |
| 2005    | River Queen                             | Doyle                           |                                                                                   |
| 2006    | I Trust You to Kill Me                  | Himself                         |                                                                                   |
| 2006    | 24: The Game                            | Jack Bauer                      | Joc video                                                                         |
| 2006    | The Sentinel                            | David Breckinridge              |                                                                                   |
| 2006    | The Wild                                | Samson the Lion                 | Voce                                                                              |
| 2006–11 | The Simpsons                            | The Colonel/Jack Bauer/Wayne    | 3 Episoduls                                                                       |
| 2006    | Family Guy                              | Jack Bauer/Narrator             | Episodul: "Stu and Stewie's Excellent Adventure" (Voce)                           |
| 2007    | American Misfits                        | Himself                         | serial TV                                                                         |
| 2008    | Dragonlance: Dragons of Autumn Twilight | Raistlin Majere                 | Voce                                                                              |
| 2008    | Mirrors                                 | Ben Carson                      |                                                                                   |
| 2008    | Call of Duty: World at War              | Sgt. Roebuck                    | Joc video                                                                         |
| 2008    | Corner Gas                              | Himself                         | Episodul: "Final Countdown"; cameo appearance                                     |
| 2008    | 24: Redemption                          | Jack Bauer                      | film TV                                                                           |
| 2009    | Monsters vs. Aliens                     | Gen. W.R. Monger                | Voce                                                                              |
| 2010    | Twelve                                  | Narrator                        |                                                                                   |
| 2010    | Marmaduke                               | Bosco                           | Voce                                                                              |
| 2011    | Melancholia                             | John                            |                                                                                   |
| 2011    | The Confession                          | The Confessor                   | Și producător executiv                                                            |
| 2012–13 | Touch                                   | Martin Bohm                     | Și producător executiv                                                            |
| 2013    | The Reluctant Fundamentalist            | Jim                             |                                                                                   |
| 2013    | Metal Gear Solid V: The Phantom Pain    | Punished Snake                  | Joc video; in production                                                          |
| 2014    | Pompeii                                 |                                 | Filming                                                                           |
| 2014    | 24: Live Another Day                    | Jack Bauer                      | Serie limitată                                                                    |

| An   | Titlu                       | Note                       |
| ---- | --------------------------- | -------------------------- |
| 1993 | Last Light                  | film TV                    |
| 1994 | "Silent Scream"             | videoclip                  |
| 1995 | Fallen Angels               | Episodul: "Love and Blood" |
| 1997 | Truth or Consequences, N.M. |                            |
| 2000 | Woman Wanted                | Menționat ca Alan Smithee  |
| 2008 | "Broken"                    | videoclip                  |
| 2008 | "Little Toy Gun"            | videoclip                  |